# ラルフ・ジュリアン・リバーズ
ラルフ・ジュリアン・リバース(英語：Ralph Julian Rivers, 1903年5月23日 –  1976年8月14日)は、アメリカ合衆国・シアトル出身の政治家。アラスカ州選出初のアメリカ合衆国下院議員。

## 経歴・人物
ワシントン州シアトルで生まれたリバーズは、アラスカ州フラットのグラマースクールに通学し、シアトルのフランクリン高校を卒業。1921年から1923年までフラットで金鉱父として働き、1929年にワシントン大学で学士（法学）を取得した。
大学卒業後は個人開業の弁護士として活動し、1933年から1944年までアラスカ地区連邦地方裁判所の第4部門(フェアバンクス)で検事を務めた。1945年から1949年までアラスカの司法長官に選出され、アラスカの雇用安全委員会議長(1950年 - 1952年) 、フェアバンクス市長(1952年 - 1954年)、アラスカ都市連盟会長(1954年)を歴任した後、1955年にアラスカ上院議員を務めた。
1958年7月7日にアラスカ州法が制定され、リバーズは同年11月に行われたアラスカ州として初の下院議員選挙で当選を果たした。第86議会から第89議会まで4期連続で下院議員を務めた後、1966年選挙で落選し、1966年12月3日に辞任した。
1974年にアラスカ大学の名誉博士号を贈られた。
1976年8月、ワシントン州チェホールズで死去。サンセットメモリアルガーデンに埋葬された。